# مهرآباد (داورزن)
مهرآباد، روستایی است از توابع بخش باشتین و در شهرستان داورزن استان خراسان رضوی ایران.

## جمعیت
این روستا در دهستان مهر قرار داشته و بر اساس سرشماری سال ۱۳۸۵ جمعیت آن ۴۲۰ نفر (۱۱۰ خانوار)
بوده‌است.